# Kolej lokalna
Kolej lokalna – kolej o znaczeniu lokalnym, zwykle o ograniczonych parametrach w zakresie dopuszczalnej prędkości, masy pociągów i typów taboru, często kolej wąskotorowa, służąca do transportu osób i ładunków na obszarach, gdzie budowa kolei o normalnych parametrach ze względu na warunki terenowe, gęstość zabudowy lub z przyczyn ekonomicznych jest (lub była) nieracjonalna lub niewykonalna.
W 1880 r. w krajach pod panowaniem austriackim przyjęto ustawę o kolejach lokalnych (Lokalbahnen) umożliwiając poprzez to zagęszczenie sieci dróg żelaznych, poprzez budowę linii drugorzędnych, finansowanych przez niewielkie spółki o zasięgu
lokalnym.